# Litoria contrastens
Litoria contrastens – gatunek płaza bezogonowego z podrodziny Pelodryadinae w rodzinie rzekotkowatych (Hylidae). Występuje endemicznie w górach we wschodniej części Nowej Gwinei.

## Występowanie
Bezogonowy ten zamieszkuje góry położone na wschodzie Papui-Nowej Gwinei. Jego zasięg występowania jest bardzo rozczłonkowany.
Preferuje wysokość 1200–1800 metrów nad poziomem morza.
Zasiedla istniejące cały rok bagna otoczone zwykle terenami trawiastymi. Pojawia się też w siedliskach zmodyfikowanych w bezpośredniej bliskości człowieka, jak ogrody.

## Status
W Czerwonej księdze gatunków zagrożonych IUCN płaz ten od 2020 roku klasyfikowany jest jako gatunek najmniejszej troski (LC, ang. Least Concern); wcześniej, od 2004 roku uznawano go za gatunek niedostatecznie rozpoznany (DD, ang. Data Deficient).
Jest to pospolite zwierzę. Populacja jest stabilna.
Nie wyróżnia się żadnych większych zagrożeń dla gatunku, tym bardziej, że potrafi on się dostosować do środowisk zmodyfikowanych przez człowieka. Występuje w jednym obszarze chronionym – Mount Kaindi Wildlife Management Area.